# Big Spring (Maryland)
Big Spring – jednostka osadnicza w Stanach Zjednoczonych, w stanie Maryland, w hrabstwie Washington.